# Arockia Sebastian Durairaj
Alangaram Arockia Sebastian Durairaj (ur. 3 maja 1957 w Thirunagar) – indyjski duchowny rzymskokatolicki, werbista, arcybiskup metropolita Bhopal.

## Życiorys
Święcenia kapłańskie przyjął 8 maja 1985 w zgromadzeniu werbistów. Przez wiele lat pracował w placówkach formacyjnych dla werbistów. W 2005 został przełożonym środkowoindyjskiej prowincji zakonu.
11 maja 2009 został mianowany biskupem Khandwa, zaś 16 lipca 2009 z rąk arcybiskupa Leo Cornelio przyjął sakrę biskupią.
4 października 2021 został mianowany arcybiskupem metropolitą Bhopal.